# Imaani
Imaani Saleem é filha de Melanie Crosdale, nascida em Nottingham, Inglaterra, em 1972, é uma cantora britânica de soul music, pop music e jazz-funk.

## Biografia
Britânica de Nottingham, considerada estrela da soul music, aos cinco anos de idade mudou-se para Derby (cidade da região leste da Inglaterra; situada nas margens do Rio Derwent e faz parte do Condado de Derbyshire). Ela não acreditava que poderia fazer uma carreira como cantora, mas, sete anos depois, um encontro casual com um produtor de discos levou Imaani para a indústria da música. Ela tem trabalhado com uma série de artistas populares como The Pretenders, James Brown e com Michael Bolton. Um dos destaques do seu trabalho recente tem sido uma turnê mundial com a banda Incognito.

## Festival Eurovisão da Canção 1998
Em 1998, ela entrou na competição Song For Europe para representar o Reino Unido no Festival Eurovisão da Canção 1998. Sua canção "Where are you?" foi a grande vencedora entre o público britânico e, portanto, foi a selecionada para representar seu país na etapa internacional, que aconteceria em Birmingham.
Essa canção é uma co-autoria de Scott English, Simon Stirling e Phil Manikiza, sendo que Scott é um famoso editor e produtor musical, que já compôs para artistas diversos como Elvis Presley, The Animals, Tom Jones e Jeff Beck. Suas composições mais famosas venderam milhões como "Bend Me, Shape Me" gravadas por Amen Corner, Gilla e Mandy, vendendo quatro milhões registrados em 1975, por Barry Manilow.
O Festival Eurovision Song Contest 1998 foi a 43ª edição, sendo realizado em 9 de Maio de 1998, no National Indoor Arena em Birmingham, Reino Unido. Os apresentadores foram Terry Wogan e Ulrika Jonsson e transmitido pela BBC de Londres.
Depois que a pontuação de maior parte dos países foi anunciada, estava claro que Israel, Malta, e o Reino Unido estariam lutando pelo primeiro lugar. Israel e Malta estavam aparentemente empatados com 166 pontos, após a penúltima votação (na verdade, o voto da Espanha tinha sido indevidamente contabilizado e os escores reais eram 165 Malta e Israel 164). Tudo mudou com a votação da Macedônia, que recompensou Israel com 8 pontos, Reino Unido 10 e, em uma inesperada atribuição de 12 pontos à Croácia não à Malta, deixando Chiara Siracusa cair do primeiro ao terceiro lugar. Imaani terminou apenas seis pontos atrás da vencedora Dana International, alcançando o segundo lugar.

## Carreira pós Eurovision Song Contest
Após seu sucesso na competição, "Where are you?" alcançou a posição número 15 no ranking da UK Singles Chart, permanecendo por mais de dois meses nessa posição, vendendo mais de 100.000 (cem mil) cópias nessa fase. Apesar do sucesso, a gravadora EMI decidiu cancelar o lançamento de seu novo hit "You got a way" e rompeu inexplicavelmente o contrato com Saleem.
Em 2000, ela fez os vocais em "Tru Faith & Dub Conspiracy's" versão cover de Adina Howard's "Freak like me", alcançando a posição número 12 no UK Singles Chart. A partir de então, Imaani passou a gravar com Incognito, uma banda britânica do movimento jazz-funk.
Em 2006, ela gravou uma faixa em um CD "Bring me love" pelo Projeto sobre Direitos Autorais. A faixa recebeu um lançamento limitado no Reino Unido, mas cartografado no Plano Oficial UK Top 200, e alcançou o Top 3.
Imaani é o mais bem sucedido artista do Reino Unido no Eurovision Song Contest desde a última vitória do país em 1997 pela cantora Katrina and the Waves, com a música "Love Shine a Light" em Dublin (Irlanda).
Ela fez uma apresentação especial para os fãs britânicos no dia 17 de abril de 2009 no Reino Unido Preview Eurovision Party, no Scala, em Londres. Esta foi sua primeira apresentação de "Where are you?" no Reino Unido em mais de dez anos. Ela tinha se apresentado em 2007 na noite Schlager Pride em Estocolmo, (Suécia), mas não executara a canção "Where are you?". Considerada uma estrela da soul music, estava grávida de seu primeiro filho, mas depois de inicialmente ter recusado a oportunidade de se apresentar, decidiu que não poderia perder a oportunidade de agraciar uma multidão de fãs do Eurovision Song Contest novamente. Ela disse aos organizadores "Eu amei ter participado do Eurosong e, em Estocolmo as pessoas foram incríveis. Estou diminuindo o número de shows porque eu devo estar descansando, mas como eu posso dizer não a isso?"

## Prêmios
- Song For Europe, com a canção "Where are you?" 1º Lugar (1998)
- Eurovision Song Contest, com a canção "Where are you?" 2º Lugar - 166 pontos (1998)
- Defected